# BRCC3
BRCC3 (англ. BRCA1/BRCA2-containing complex subunit 3) – білок, який кодується однойменним геном, розташованим у людей на X-хромосомі. Довжина поліпептидного ланцюга білка становить 316 амінокислот, а молекулярна маса — 36 072.
| 10         |  | 20         |  | 30         |  | 40         |  | 50         |
| ---------- |  | ---------- |  | ---------- |  | ---------- |  | ---------- |
| MAVQVVQAVQ |  | AVHLESDAFL |  | VCLNHALSTE |  | KEEVMGLCIG |  | ELNDDTRSDS |
| KFAYTGTEMR |  | TVAEKVDAVR |  | IVHIHSVIIL |  | RRSDKRKDRV |  | EISPEQLSAA |
| STEAERLAEL |  | TGRPMRVVGW |  | YHSHPHITVW |  | PSHVDVRTQA |  | MYQMMDQGFV |
| GLIFSCFIED |  | KNTKTGRVLY |  | TCFQSIQAQK |  | SSESLHGPRD |  | FWSSSQHISI |
| EGQKEEERYE |  | RIEIPIHIVP |  | HVTIGKVCLE |  | SAVELPKILC |  | QEEQDAYRRI |
| HSLTHLDSVT |  | KIHNGSVFTK |  | NLCSQMSAVS |  | GPLLQWLEDR |  | LEQNQQHLQE |
| LQQEKEELMQ |  | ELSSLE     |  |            |  |            |  |            |

A: Аланін

C: Цистеїн

D: Аспарагінова кислота

E: Глутамінова кислота

F: Фенілаланін

G: Гліцин

H: Гістидин

I: Ізолейцин

K: Лізин

L: Лейцин

M: Метіонін

N: Аспарагін

P: Пролін

Q: Глутамін

R: Аргінін

S: Серин

T: Треонін

V: Валін

W: Триптофан

Кодований геном білок за функціями належить до гідролаз, протеаз, регуляторів хроматину, металопротеаз, фосфопротеїнів. 
Задіяний у таких біологічних процесах, як клітинний цикл, поділ клітини, пошкодження ДНК, репарація ДНК, мітоз, убіквітинування білків, ацетилювання, альтернативний сплайсинг. 
Білок має сайт для зв'язування з іонами металів, іоном цинку. 
Локалізований у цитоплазмі, цитоскелеті, ядрі.